# Instituto Español Nuestra Señora del Pilar
El Instituto Español Nuestra Señora del Pilar (en árabe: مدرسة العذراء سیدتنا بیلار‎) de Tetuán es un centro educativo dependiente del Ministerio de Educación del Gobierno de España que forma parte de la Red de Centros de Titularidad del Estado Español en el exterior. La red forma parte de la acción educativa española en el exterior  con los objetivos de fomentar y promover la lengua y la cultura españolas. En estos centros se imparten enseñanzas regladas del sistema educativo español, dirigidas tanto a españoles como extranjeros, y adecuándolas a las necesidades específicas del alumnado y a las exigencias del entorno sociocultural.

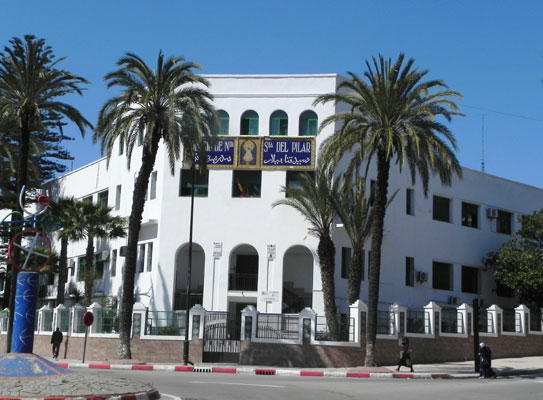

El centro ofrece enseñanzas de Educación Secundaria Obligatoria y Bachillerato de las modalidades de Ciencias y Humanidades, según el currículo español con adaptaciones al entorno social de Marruecos (además de las enseñanzas del currículo español todos los alumnos cursan Lengua Árabe en todos los niveles).

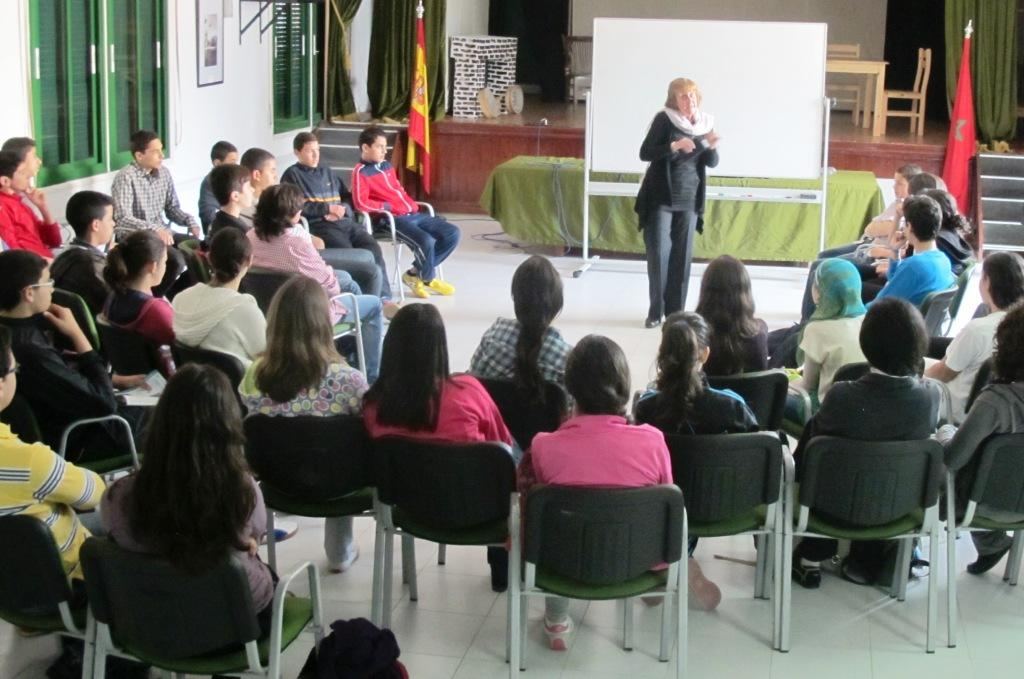

Actualmente cuenta con 280 alumnos distribuidos en dos líneas educativas (8 grupos de ESO y 4 de Bachillerato). Los profesores son contratados por el Ministerio de Educación y Formación Profesional en régimen de adscripción temporal durante 6 años académicos como máximo, en comisión de servicios o en régimen de interinidad. Los profesores adscritos o en comisión de servicios son funcionarios que acceden a través de un concurso de méritos (concurso-oposición). Los profesores de Lengua Árabe son contratados según los acuerdos de colaboración hispano-marroquíes.

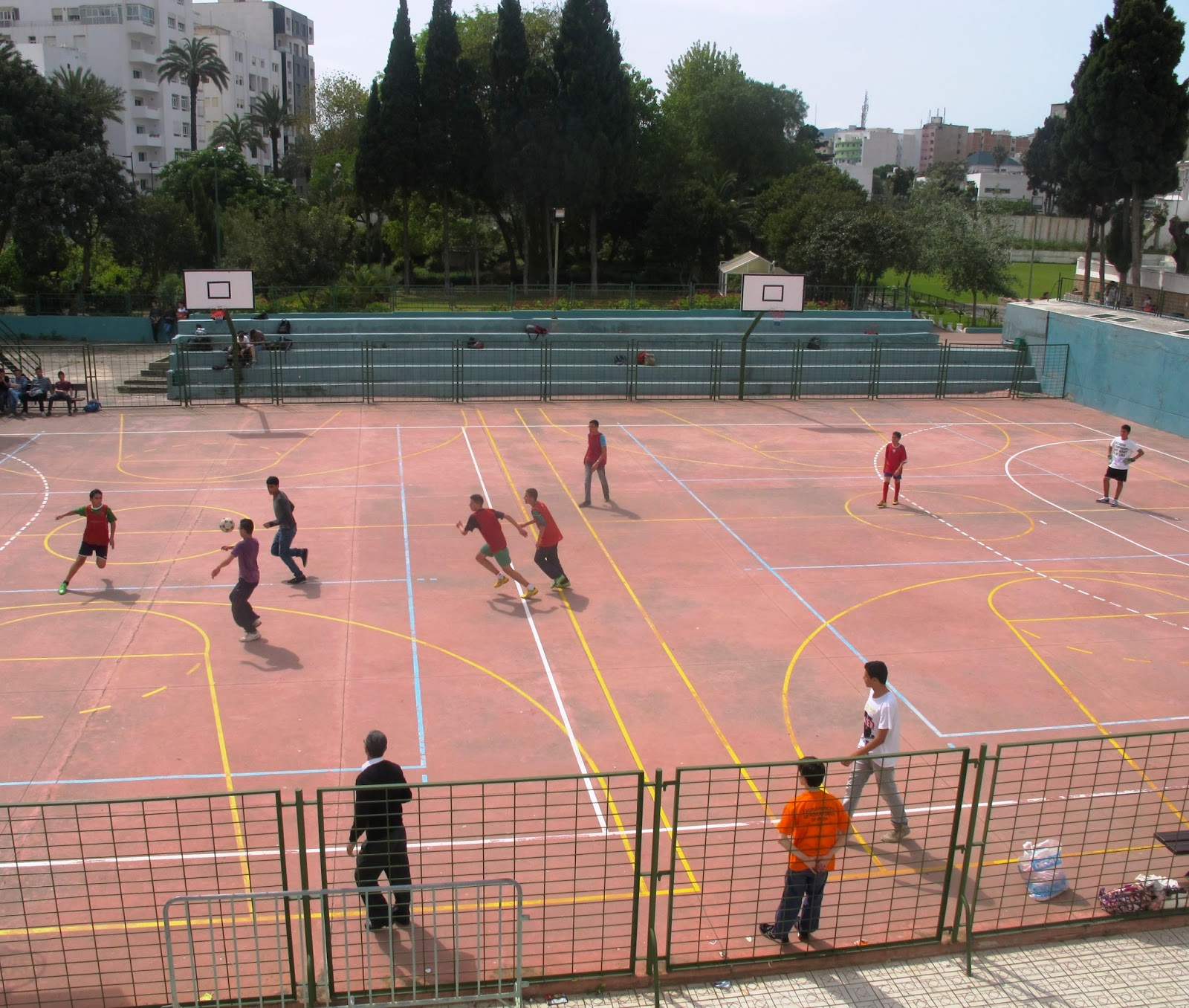

El alumnado del centro procede mayoritariamente de Tetuán y en menor medida otras poblaciones del entorno (Martil, Rincón y Castillejos). La mayoría del alumnado es de nacionalidad marroquí con fuertes lazos culturales y socioeconómicos con España. En los últimos años ha aumentado significativamente la matrícula de alumnos emigrantes marroquíes en España retornados a Marruecos.
Las instalaciones del centro cuentan con 17 aulas, 1 taller de Tecnología, 1 laboratorio de Ciencias Naturales, 1 laboratorio de Física, 1 laboratorio de Química, 1 salón de actos, 1 pabellón polideportivo, un campo de fútbol con hierba natural, 1 jardín botánico, 1 aula de Informática, servicio de xerografía, Biblioteca, cafetería y una pista polideportiva. Muchas de sus aulas disponen de monitores de televisión o pizarras digitales.  
Además de las enseñanzas curriculares se ofrece una amplia gama de actividades complementarias que incluyen diversos talleres como el huerto escolar, teatro, revista escolar, artes, tecnología, deportes, lectura, caligrafía árabe, ajedrez, prácticas de laboratorio...
Durante el curso escolar se organizan diversas salidas y viajes entre los que destacan las Olimpiadas Matemáticas de los Centros Educativos Españoles de Marruecos, el Viaje de actividades invernales a Sierra Nevada para 1º y 2º de ESO, el Viaje lingüístico a París para 3º de ESO, el Viaje de estudios a España para 4º de ESO, el Viaje de estudios al desierto de Marruecos para 1º de Bachillerato y el Viaje cultural al Madrid de los Museos para 2º de Bachillerato.

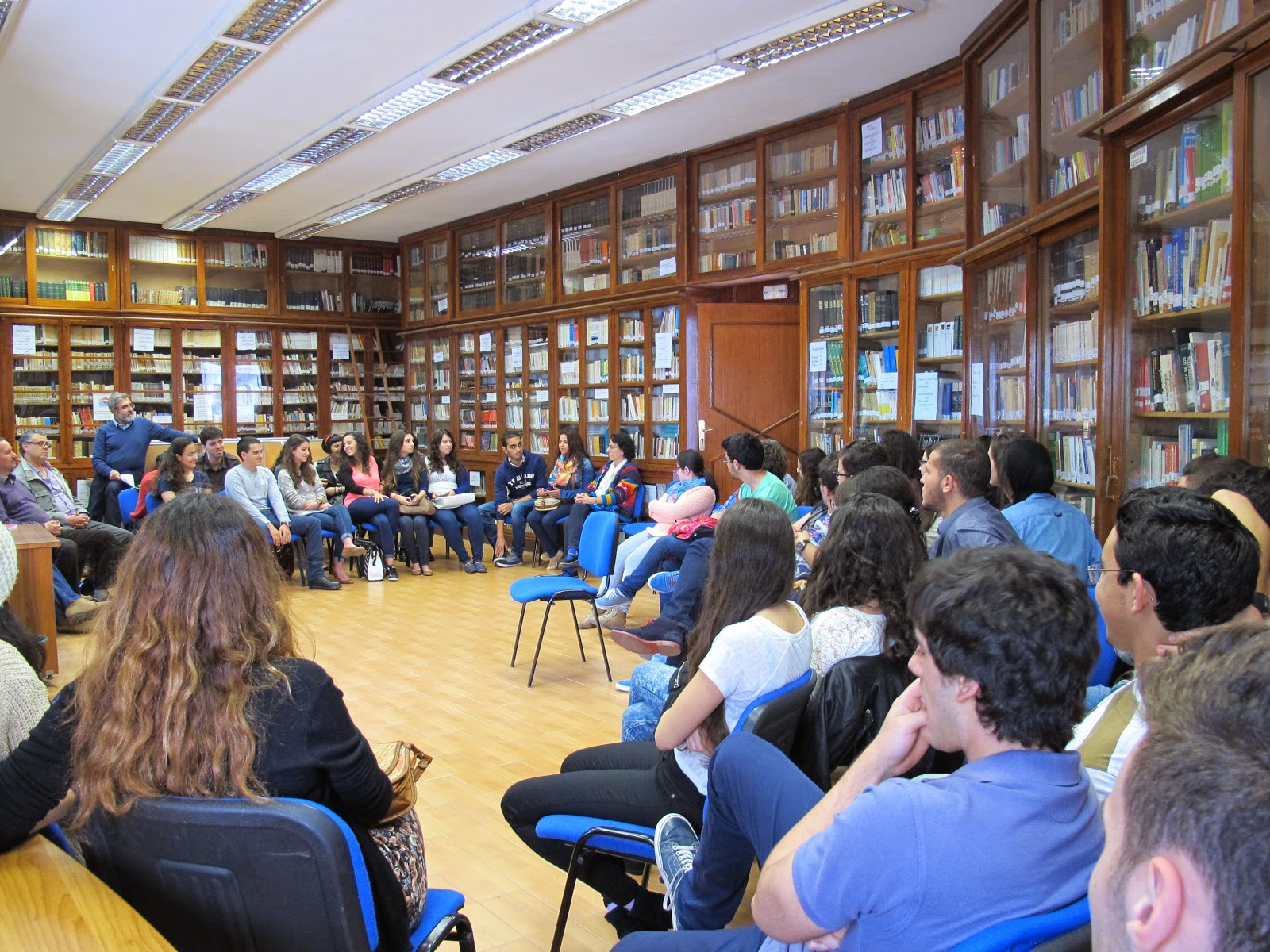

El instituto colabora con el resto de instituciones educativas españolas de Tetuán (el Colegio Español Jacinto Benavente, el Instituto de Formación Profesional Juan de la Cierva y el Instituto Cervantes) organizando las actividades del programa "Abril: Mes de la Cultura Española".

## Historia

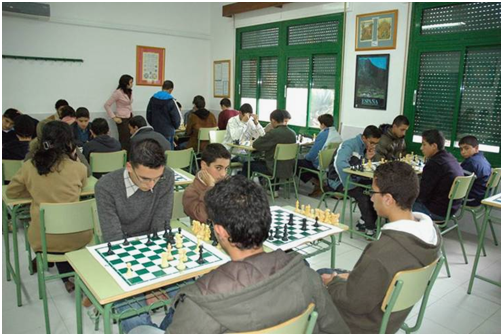

## Historia[4]

### Colegio Marianista
El Colegio "Nuestra Señora del Pilar" fue fundado en el año 1914 por el sacerdote marianista Francisco Javier Delmas para ofrecer enseñanzas de párvulos, educación primaria, secundaria y bachillerato. En junio de 1915 fue nombrado director el sacerdote Abdón Pereda Gamboa. Bajo su dirección se iniciaron las clases el 8 de octubre de 1915, en la casa del número 10 la calle Sidi Ali Baraka en la subida a la Alcazaba, próxima al cementerio musulmán, según se anunció en el periódico El Eco de Tetuán. 
Desde su fundación contó con alumnos españoles y marroquíes de las élites dirigentes del antiguo Protectorado español de Marruecos. El número de alumnos aumentó paulatinamente de 65 matriculados en 1915 a los 200 en 1922. 

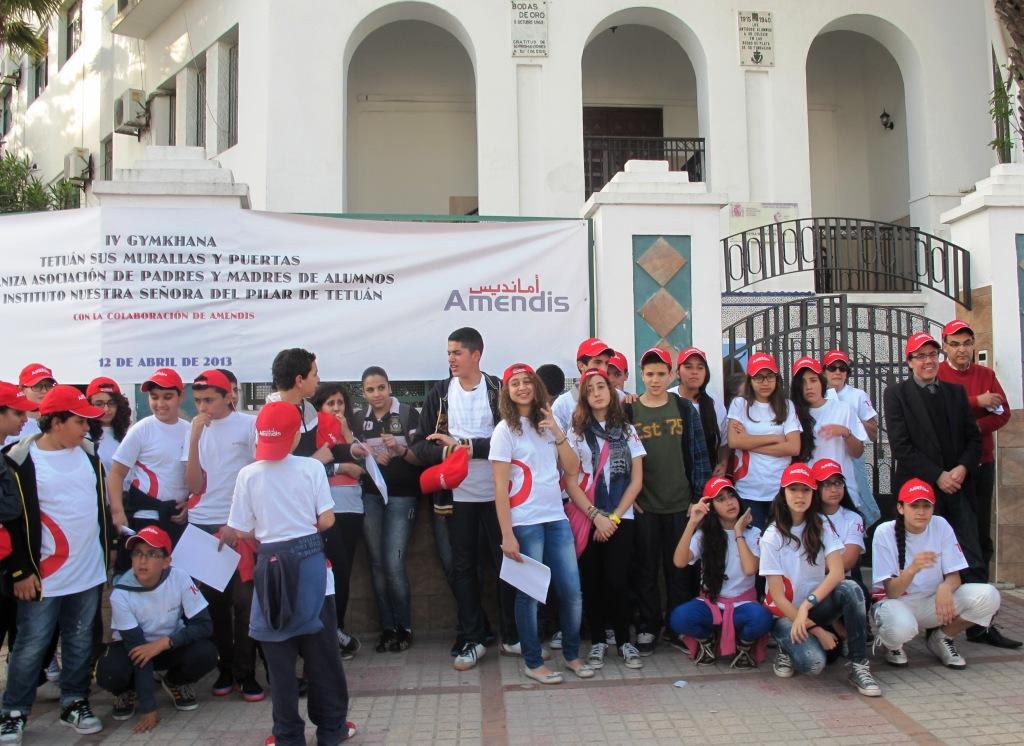

El 8 de mayo de 1916 se trasladaron las clases a la llamada Casa de los Azulejos o casa Betis por sus colores blancos y verdes como los del equipo sevillano, situada entre las calles Abdelkhalek Torres y Sidi el Mandri, en el Ensanche español. icente Manuel Esbrí PNC
En 1919 la institución se traslada al nuevo edificio construido en la Plaza Moulay Mehdi (popularmente conocida como "Plaza Primo"). El Gobierno de la II República Española permite el acceso de las primeras alumnas al colegio.

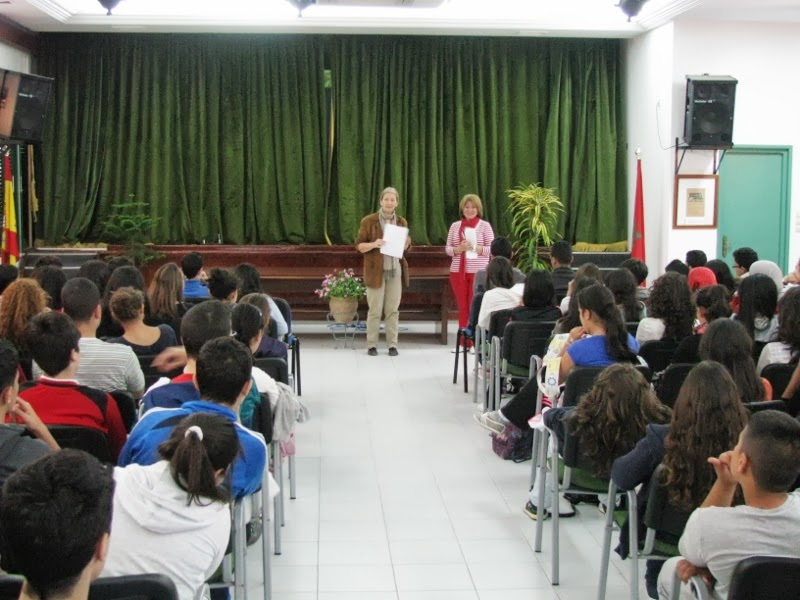

En 1935 empiezan a construirse las nuevas instalaciones de la Avenida Mauritania (antiguo Paseo de las Palmeras) para alojar la creciente comunidad escolar. El 17 de octubre de 1937 se inauguraron oficialmente sin que la Guerra Civil Española alterara las actividades. El centro tenía 300 alumnos matriculados, 45 de ellos internos procedentes de otras poblaciones del Protectorado Español atraídos entre otras causas por los buenos resultados de los alumnos de bachillerato.

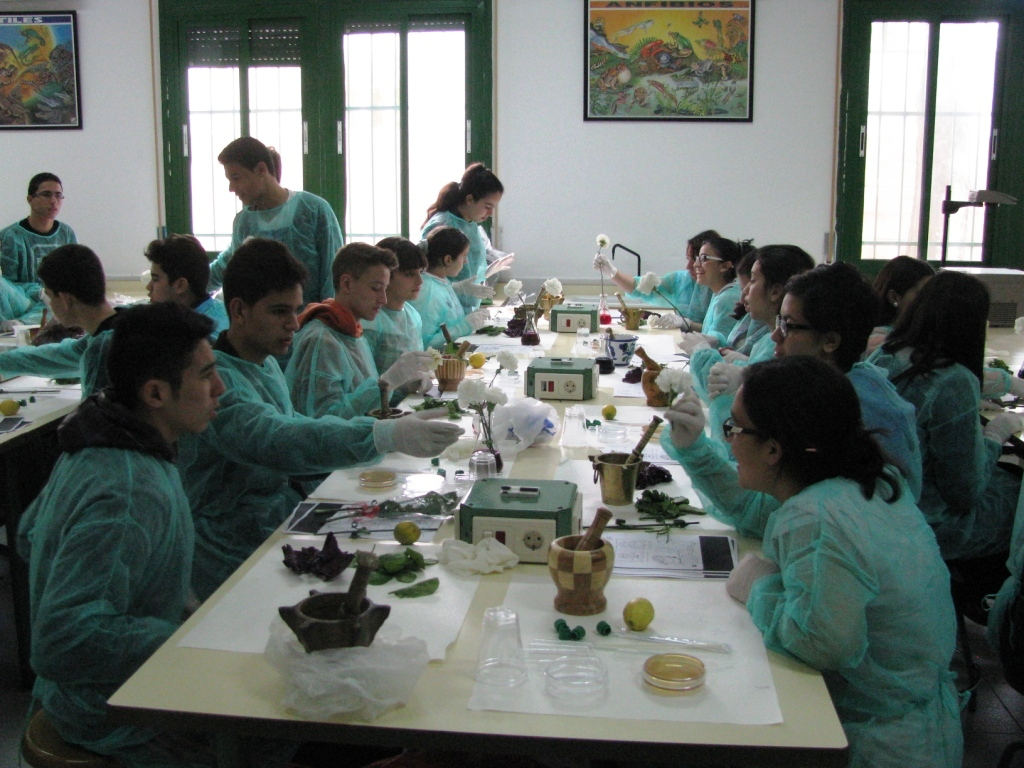

En 1956 Marruecos se convierte en una nación independiente y las actividades del Centro prosiguen con normalidad. Se incrementa el número de alumnos marroquíes que compensa el descenso de alumnos españoles. Se recuperan las clases de párvulos que se alojan en la actual cafetería del centro.

### Instituto Español

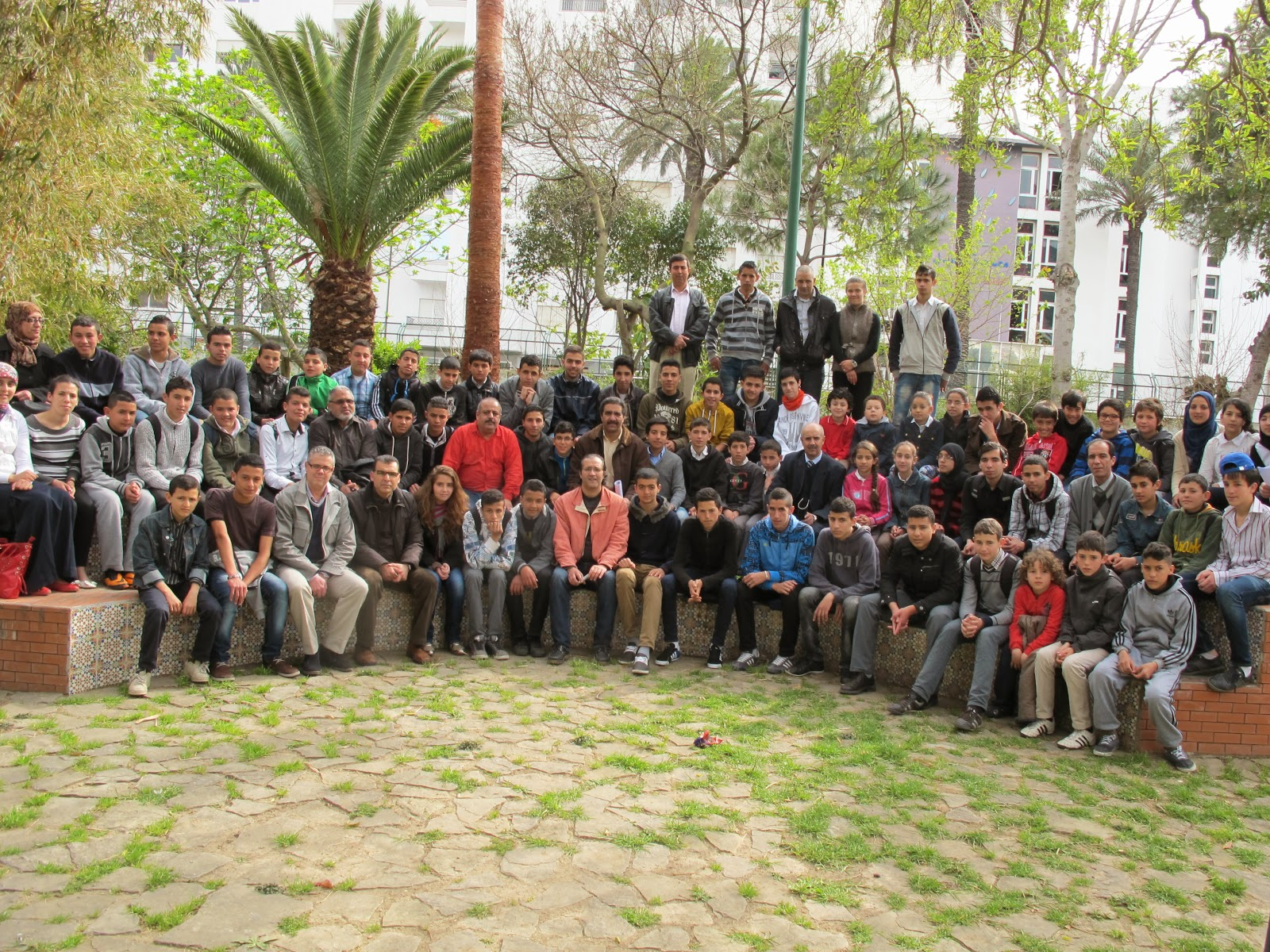

Los cambios derivados en España con el desarrollo económico y la entrada en vigor de la Ley General de Educación de 1970, amplia el número de españoles que acceden a la educación. Esta tendencia también se deja notar en Tetuán. La desaparición de otros centros educativos similares en la ciudad deja prácticamente sólo al Colegio del Pilar al frente de la educación española de bachillerato. Esta pudo ser una de las causas que impulsaron su conversión en Instituto Nacional de Bachillerato. 
Por Orden Ministerial de 6 de septiembre de 1973, se estableció que el Instituto comenzará a funcionar durante el curso 1973-74. El nombramiento del director y la contratación de personal correrán a cargo del Ministerio de Educación y Ciencia, a propuesta de la Compañía de María. 

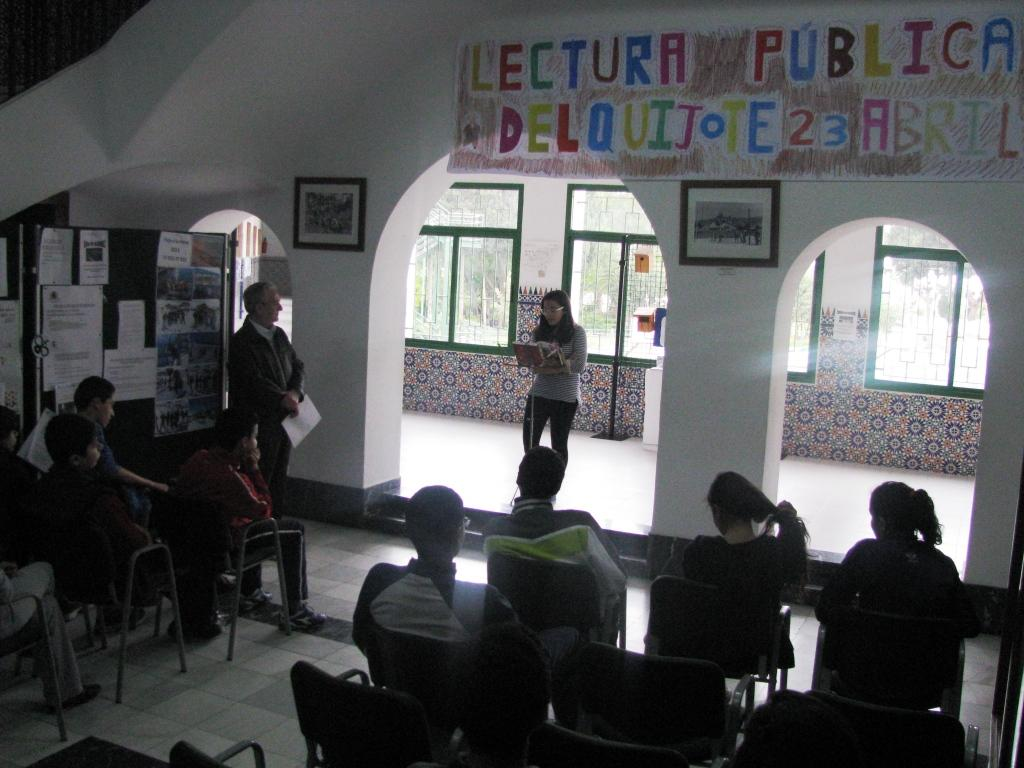

En 1983, el Ministerio de Educación y Ciencia, convoca un concurso para la provisión de todas las plazas, que no lo estaban, en régimen de comisión de servicios. Así, a partir del curso 1983-84, comienza una nueva etapa para el Instituto de Bachillerato del Pilar, en la que desaparece toda influencia de la comunidad marianista y pasa a ser en todo uno más de la red de centros docentes que posee España en el exterior. 
Durante la conmemoración del LXXV Aniversario de la institución se publicó el libro "EL PILAR" DE TETUÁN IMÁGENES PARA EL RECUERDO 1915-1965" (enlace roto disponible en Internet Archive; véase el historial, la primera versión y la última). con interesante material gráfico de la historia del centro.

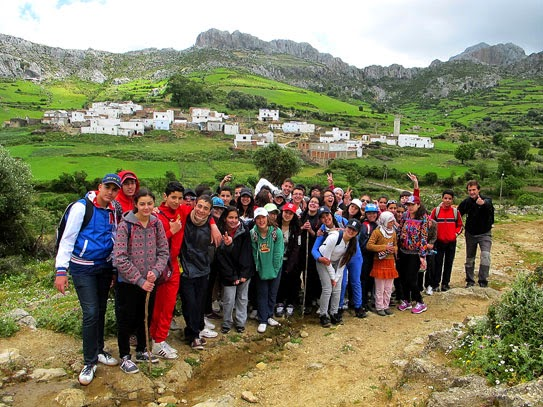

Durante el curso 2014-2015 y 2015-2016 se celebran diferentes actos conmemorativos del Centenario de la institución educativa. La segunda institución educativa española activa más antigua de Marruecos después del Colegio Español Lope de Vega de Nador. La institución mantiene su prestigio en Tetuán como centro educativo de excelencia y referente histórico e identitario de la ciudad.
Entre el patrimonio educativo del Instituto destaca la "Colección histórica de instrumentos de laboratorio" dispuesta en el vestíbulo y diversas vitrinas distribuidas por los pasillos.